# Região Geográfica Imediata de Rondonópolis

Localização da Região Imediata de Rondonópolis no Estado de Mato Grosso.

A Região Geográfica Imediata de Rondonópolis é uma das 18 regiões imediatas de Mato Grosso, pertence a Região Geográfica Intermediária de Rondonópolis. É dividida em 10 municípios, tem uma população de 315.148  pessoas segundo a estimativa do IBGE de 2017. E uma área territorial de 38.568,524 km² Esta é uma divisão regional não sendo uma divisão política.
A Região Geográfica Imediata de Rondonópolis foi criada em  2017 pelo IBGE.

## Municípios
| Fonte  | Código do Município | Município        | População 2017 | Área territorial km² |
| ------ | ------------------- | ---------------- | -------------- | -------------------- |
| [ 1 ]  | 5100300             | Alto Araguaia    | 18.164         | 5.399,292            |
| [ 2 ]  | 5100409             | Alto Garças      | 11.532         | 3.866,916            |
| [ 3 ]  | 5100607             | Alto Taquari     | 10.246         | 1.440,401            |
| [ 4 ]  | 5101209             | Araguainha       | 931            | 687,779              |
| [ 5 ]  | 5104203             | Guiratinga       | 14.615         | 5.044,139            |
| [ 6 ]  | 5104609             | Itiquira         | 12.789         | 8.659,910            |
| [ 7 ]  | 5106372             | Pedra Preta      | 16.965         | 4.049,470            |
| [ 8 ]  | 5107602             | Rondonópolis     | 222.316        | 4.686,622            |
| [ 9 ]  | 5107297             | São José do Povo | 4.021          | 448,285              |
| [ 10 ] | 5108105             | Tesouro          | 3.682          | 4.285,710            |
|        |                     | TOTAL            | 315.148        | 38.568,524           |

## Municípios por população
Esta lista está em forma decrescente, atualizada no ano de 2017.
| Pos. | Município        | População |
| ---- | ---------------- | --------- |
| 1    | Rondonópolis     | 222.316   |
| 2    | Alto Araguaia    | 18.164    |
| 3    | Pedra Preta      | 16.965    |
| 4    | Guiratinga       | 14.615    |
| 5    | Itiquira         | 12.789    |
| 6    | Alto Garças      | 11.532    |
| 7    | Alto Taquari     | 10.246    |
| 8    | São José do Povo | 3.908     |
| 9    | Tesouro          | 3.682     |
| 10   | Araguainha       | 931       |
| -    | TOTAL            | 315.148   |

## Municípios por área
Esta lista esta em forma decrescente, atualizada no ano de 2016
| Pos | Município        | Área           |
| --- | ---------------- | -------------- |
| 1   | Itiquira         | 8.659,910 km²  |
| 2   | Alto Araguaia    | 5.399,292 km²  |
| 3   | Guiratinga       | 5.044,139 km²  |
| 4   | Rondonópolis     | 4.686,622 km²  |
| 5   | Tesouro          | 4.285,710 km²  |
| 6   | Pedra Preta      | 4.049,470 km²  |
| 7   | Alto Garças      | 3.866,916 km²  |
| 8   | Alto Taquari     | 1.440,401 km²  |
| 9   | Araguainha       | 687,779 km²    |
| 10  | São José do Povo | 448,285 km²    |
| -   | TOTAL            | 38.568,524 km² |

## Referência
1. ↑  «IBGE | Cidades | Mato Grosso | Alto Araguaia». cidades.ibge.gov.br. Consultado em 14 de fevereiro de 2018
2. ↑  «IBGE | Cidades | Mato Grosso | Alto Garças». cidades.ibge.gov.br. Consultado em 14 de fevereiro de 2018
3. ↑  «IBGE | Cidades | Mato Grosso | Alto Taquari». cidades.ibge.gov.br. Consultado em 14 de fevereiro de 2018
4. ↑  «IBGE | Cidades | Mato Grosso | Araguainha». cidades.ibge.gov.br. Consultado em 14 de fevereiro de 2018
5. ↑  «IBGE | Cidades | Mato Grosso | Guiratinga». cidades.ibge.gov.br. Consultado em 14 de fevereiro de 2018
6. ↑  «IBGE | Cidades | Mato Grosso | Itiquira». cidades.ibge.gov.br. Consultado em 14 de fevereiro de 2018
7. ↑  «IBGE | Cidades | Mato Grosso | Pedra Preta». cidades.ibge.gov.br. Consultado em 14 de fevereiro de 2018
8. ↑  «IBGE | Cidades | Mato Grosso | Rondonópolis». cidades.ibge.gov.br. Consultado em 14 de fevereiro de 2018
9. ↑  «IBGE | Cidades | Mato Grosso | São José do Povo». cidades.ibge.gov.br. Consultado em 14 de fevereiro de 2018
10. ↑  «IBGE | Cidades | Mato Grosso | Tesouro». cidades.ibge.gov.br. Consultado em 14 de fevereiro de 2018